# Форт Каспер
Форт Каспер (англ. Fort Caspar) — бывший военный пост армии США на Территории Вайоминг, названный в честь 2-го лейтенанта Каспара Коллинза, офицера Армии США, который был убит в 1865 году в Битве на Платт-Бридж против индейцев лакота и шайенны, расположенного ныне в округе Натрона, штат Вайоминг.
В 1859 году на берегу реки Норт-Платт был основан торговый пост и построен мост на Орегонской тропе. Позже торговый пост был захвачен армией и назван военным постом Платт-Бридж для защиты переселенцев и проекта переселения и телеграфной линии против рейдов от индейцев лакота и шайенны

## История
В районе, где располагается армейский военный пост Платт-Бридж, в течение нескольких лет, предшествовавших созданию форта, или "станции", размещались различные временные армейские лагеря.

### Битва возле поста Платт-Бридж

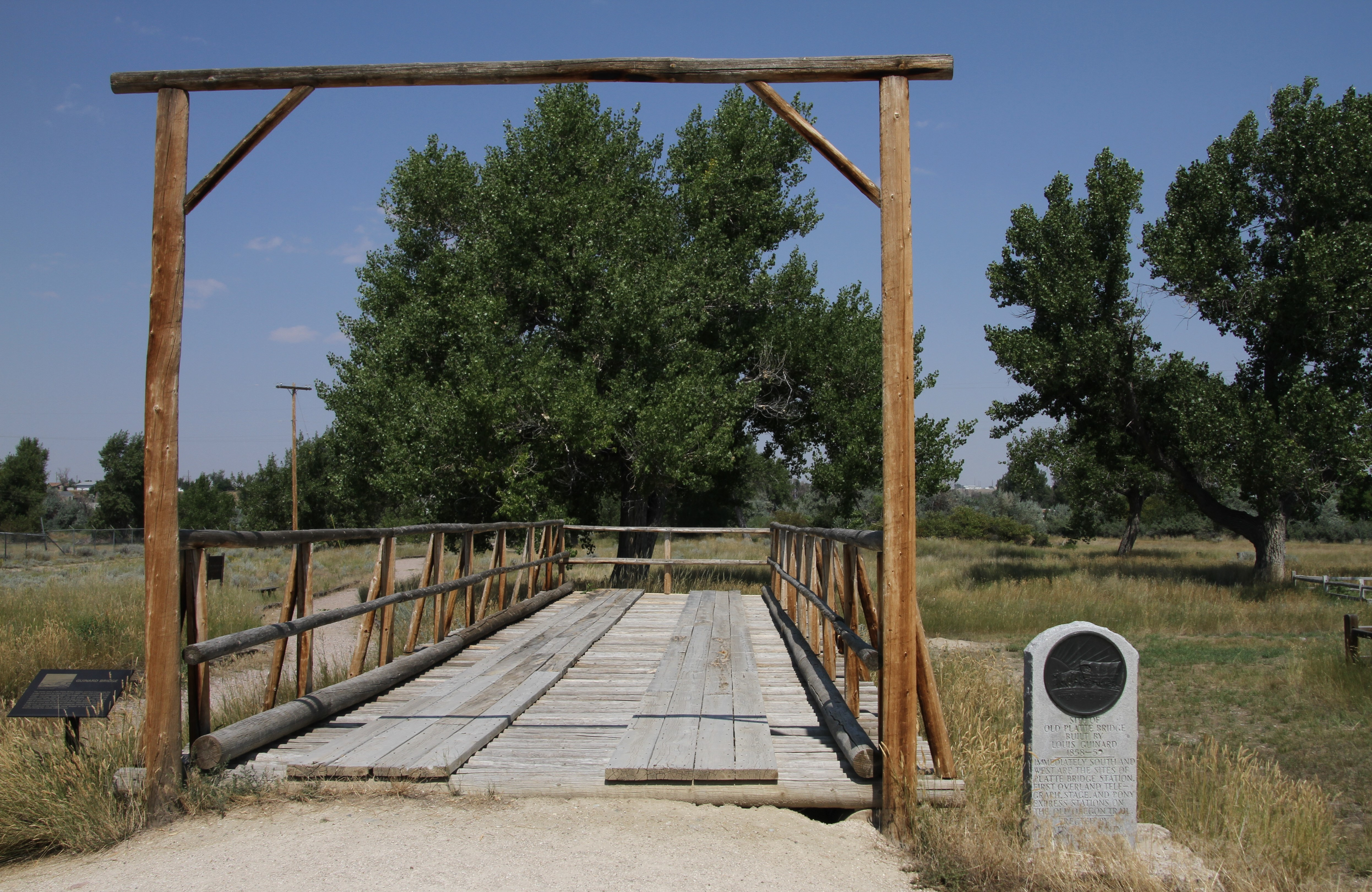
Реконструированный Мост Платт

В июле 1865 года, в сопровождении оставшихся в живых после нападения регулярных войск и волонтёров на мирный лагерь шайеннов и арапахо на реке Сэнд-Крик, которое произошло в ноябре 1864 года в период войны в Колорадо, группа из нескольких тысяч шайенов и сиу подошла к станции Платт-Бридж с севера, намереваясь напасть на солдат, разбивших там лагерь, и уничтожить мост Шаблон:Convert/LoffAoffDbSmid.